# خورشیدماهیان
خورشیدماهیان (Molidae) یکی از خانواده‌های ماهیان است.
خورشیدماهیان شکلی منحصر بفرد دارند و بدن آن‌ها در پشت باله‌های عقبی تمام می‌شود که با آن‌ها ظاهری «نیمه‌ماهی» می‌دهد. آن‌ها بزرگ‌ترین ماهیان استخوانی پرتوباله هستند که نوع خورشیدماهی اقیانوسی با درازای ۳٫۳ متر و ۲ تن وزن نیز ثبت شده‌است.
خورشیدماهی‌ها پوستی زبر دارند و تعداد مهره‌های ستون فقرات آن‌ها از همه ماهی‌ها کمتر است به طوری‌که خورشیدماهی اقیانوسی تنها ۱۶ مهره پشت دارد.
خورشیدماهیان می‌گذارند تا ماهیان کوچک بدنشان را تمیز کنند.